# Джованні Спінола
Джованні Спінола (італ. Giovanni Spinola, 31 липня 1935 — 19 жовтня 2020) — італійський академічний веслувальник.
Срібний призер Олімпійських Ігор 1964 року в складі розпашної четвірки зі стерновим.
Бронзовий призер Чемпіонату Європи 1964 року в складі розпашної четвірки зі стерновим.